# 都留市
都留市（日语：／ Tsuru shi */?）為山梨縣東部的市。

## 地理
位于桂川中游。

### 相鄰的自治体
- 富士吉田市、大月市、上野原市
- 南都留郡道志村、西桂町、忍野村、山中湖村、富士河口湖町

## 历史
1954年（昭和29年）4月29日，谷村町、寶村、禾生村、盛里村、東桂村合併，都留市誕生。

## 行政
- 市長：小林義光

## 外部連結
- 都留市 （页面存档备份，存于）